# Liste der Monuments historiques in Lixhausen
Die Liste der Monuments historiques in Lixhausen führt die Monuments historiques in der französischen Gemeinde Lixhausen auf.

## Liste der Objekte
| Bezeichnung                | Beschreibung | Standort                      | Kennzeichnung | Schutzstatus   | Datum     | Bild |
| -------------------------- | --- | ----------------------------- | ------------- | -------------- | --------- | ---- |
| Orgel                      | Ensemble aus PM67001050 und PM67000157 | in der Kirche St-Nabor (Lage) | PM67001049    | Inscrit Classé | 1976 1973 |      |
| Instrumentalteil der Orgel | 1735 von Georg-Friedrich Merckel für die Kirche in Benfeld gebaut, 1868 von Stiehr-Mockers nach Lixheim versetzt; mit vier Registern aus der Silbermannorgel von 1732 in Rosheim | in der Kirche St-Nabor (Lage) | PM67000157    | Classé         | 1973      |      |
| Orgelprospekt              | 1735 von Georg-Friedrich Merckel für die Kirche in Benfeld gebaut, 1868 von Stiehr-Mockers nach Lixheim versetzt                                                                 | in der Kirche St-Nabor (Lage) | PM67001050    | Inscrit        | 1976      |      |